# Duca Leindecker
Duca Leindecker, pseudonimo di Eduardo Tavares Leindecker (Porto Alegre, 5 aprile 1970), è un compositore, cantante e scrittore brasiliano, leader del gruppo Cidadão Quem.

## Biografia
Nato nel 1970, ha iniziato a suonare diversi strumenti, e a diciassette anni ha registrato il primo album da solista; nei primi anni '90 è stato invitato da Bob Dylan ad aprire i suoi spettacoli in Brasile.
Ha inciso sette CD con il gruppo Cidadão Quem e ha partecipato a Rock in Rio III. È autore di colonne sonore per telenovelas.
Nel 1999 ha pubblicato il suo primo libro A casa da canto, presentato alla 45ª Fiera del Libro di Porto Alegre. Nel 2002 ha pubblicato il suo secondo libro, Downwind, e nel 2013 il terzo, O menino que pintava sonhos.
Dal 2008 al 2012 Duca si è dedicato al duo Pouca Vogal con Humberto Gessinger che ha portato all'uscita di due album. Nel 2015 ha pubblicato il suo primo DVD solista, Plano Aberto, e nel 2018 ha lanciato Download Armas.

## Vita privata
Dal 2001 al 2012 è stato sposato all'attrice Ingra Liberato, con la quale ha generato nel 2003 il suo primo figlio, Guilherme. Il matrimonio si è concluso col divorzio. Nel 2012 il musicista è passato a nuove nozze con la giornalista e politica Manuela d'Ávila, dalla quale ha avuto la figlia Laura nel 2015.

## Discografia

### Solista
- Duca Leindecker (1988)
- Voz, Violão e Batucada (2013)
- Plano Aberto (2015)
- Baixar Armas (2018)

### Cidadão Quem
- Outras Caras (1993)
- A lente azul (1996)
- Spermatozoon (1999)
- Soma (2000)
- Girassóis da Rússia (2002)
- Acústico no Theatro São Pedro (2004)
- 7 (2007)

### Pouca Vogal
- Pouca Vogal: Gessinger + Leindecker (2008)
- Ao Vivo Em Porto Alegre (2009)

## Opere letterarie
- A casa da esquina (1999)
- A favor do vento (2002)
- O menino que pintava sonhos (2013)